# Jezioro Raczyńskie
Der Jezioro Raczyńskie ist ein See in der polnischen Woiwodschaft Großpolen, in Powiat Średzki.
In der Nähe liegt das Städtchen Zaniemyśl. Um den See führt ein Wanderweg. Sehenswert ist hier die 3 ha große Insel Edward, die nach Edward Raczyński
benannt wurde. Dieser polnische Adlige ließ hier im Jahre 1817 ein Holzhaus bauen, das 1819 fertiggestellt wurde. Im Jahre 1845 beging er auf der Insel Suizid.

## Weblink
- Jezioro Raczyńskie – Jeziora Wielkopolski (polnisch)